# Entrectinib
El entrectinib, comercializado bajo la marca Rozlytrek, es un medicamento contra el cáncer que se utiliza para tratar el cáncer de pulmón no microcítico ROS1-positivo y los tumores sólidos NTRK-positivos. Es un inhibidor selectivo de la tirosina cinasa (TKI), del receptor de tropomiosina cinasas (TRK) A, B y C, del oncogén 1 C-ros ( ROS1 ) y de la cinasa del linfoma anaplásico (ALK).
Los efectos secundarios más frecuentes son cansancio, estreñimiento, disgeusia (alteraciones del gusto), edema (hinchazón con retención de líquidos), mareos, diarrea, náuseas (ganas de vomitar), disestesia (sensación desagradable y anormal al tacto), disnea (dificultad para respirar), anemia (recuento bajo de glóbulos rojos), aumento de peso, aumento de creatinina en sangre (posible signo de problemas renales), dolor, trastornos cognitivos (problemas con la capacidad de pensar, aprender y recordar), vómitos, tos y fiebre.
Fue aprobado para uso médico en los Estados Unidos en agosto de 2019, en Australia en mayo de 2020,  y en la Unión Europea en julio de 2020.

## Usos médicos
En los EE. UU., el entrectinib está indicado para tratar a pacientes cuyos cánceres son ROS1 positivos (tienen una característica genética específica (biomarcador)). Debe usarse en personas con tumores sólidos que:
- están causados por determinados genes anómalos de la tirosina receptora quinasa neurotrófica (NTRK), y
- se han extendido o si es probable que la cirugía para extirpar el cáncer provoque complicaciones graves, y
- no existe un tratamiento aceptable, o el cáncer creció o se extendió con otro tratamiento

El entrectinib no está aprobado para su uso en menores de doce años.
En la Unión Europea, el entrectinib en monoterapia está indicado para el tratamiento de adultos y adolescentes a partir de 12 años de edad con tumores sólidos que expresen una fusión genética de receptores tirosina quinasa neurotróficos (NTRK),
- que padezcan una enfermedad localmente avanzada, metastásica o en la que la resección quirúrgica pueda provocar una morbilidad grave, y[2]
- que no hayan recibido previamente un inhibidor de la NTRK[2]
- que no dispongan de opciones terapéuticas satisfactorias.[2]

También está indicado para el tratamiento de adultos con cáncer de pulmón no microcítico (CPNM) avanzado ROS1 positivo no tratados previamente con inhibidores de ROS1.
Los efectos secundarios comunes de entrectinib incluyen fatiga, estreñimiento, disgeusia, edema, mareos, diarrea, náuseas, disestesia, disnea, mialgia, deterioro cognitivo, aumento de peso, tos, vómitos, fiebre, artralgia y trastornos de la visión. 
Los efectos secundarios más graves del entrectinib son la insuficiencia cardíaca congestiva, los efectos sobre el sistema nervioso central, las fracturas óseas, la hepatotoxicidad, la hiperuricemia, la prolongación del intervalo QT y los trastornos de la visión.

## Historia
En los EE. UU., entrectinib tiene la designación de medicamento huérfano y la designación de enfermedad pediátrica rara para el tratamiento del neuroblastoma y la designación de medicamento huérfano para el tratamiento del cáncer de pulmón no microcítico (NSCLC) TrkA-, TrkB-, TrkC-, ROS1- y ALK-positivo. y cáncer colorrectal metastásico (mCRC). Cuenta con una designación huérfana de la UE para el neuroblastoma. La FDA aprobó el entrectinib para personas con cáncer de pulmón no microcítico metastásico ROS1-positivo y tumores sólidos con fusión genética NTRK-positiva. Es el primer tratamiento aprobado por la FDA diseñado para atacar tanto ROS1 como NTRK que también muestra respuesta en el cáncer que se ha diseminado al cerebro. En junio de 2019, el Ministerio de Salud, Trabajo y Bienestar de Japón (MHLW) aprobó el agente para el tratamiento de pacientes adultos y pediátricos con tumores sólidos recurrentes avanzados positivos para la fusión NTRK.
La Administración de Alimentos y Medicamentos de Estados Unidos (FDA) aprobó el entrectinib basándose en las pruebas de cuatro ensayos clínicos con 355 pacientes con diversos tipos de tumores sólidos: Ensayo 1 (EudraCT 2012-000148-88), Ensayo 2 (NCT02097810), Ensayo 3 (NCT02568267 ), y Ensayo 4 (NCT02650401). Los ensayos se realizaron en los Estados Unidos, Europa y la región de Asia/Pacífico.
La FDA concedió a entrectinib la aprobación acelerada, la revisión prioritaria, la terapia innovadora y la designación de medicamento huérfano.  La aprobación de Rozlytrek se otorgó a Genentech, Inc.

## Mecanismo de acción
El proceso de tumorigénesis suele implicar la activación de proteínas cinasas, que puede deberse a mutaciones o a reordenamientos cromosómicos. En las tres últimas décadas, se han identificado cada vez más reordenamientos genéticos que conducen a la expresión de receptores tirosina cinasa de fusión activados de forma constitutiva como una característica común de las neoplasias malignas, y se ha demostrado el éxito de la utilización de estos reordenamientos como dianas para el desarrollo de fármacos.
La expresión de dichas fusiones de genes en un tumor puede crear un fenómeno denominado " adicción al oncogén " en el que el tumor se vuelve dependiente de la señalización de la vía de la quinasa aberrante, lo que hace que su supervivencia y proliferación continua sean exquisitamente sensibles a la inhibición dirigida con fármacos inhibidores de la tirosina cinasa de molécula pequeña. En la mayoría de los casos, puede demostrarse que la expresión de las proteínas codificadas por estos genes de fusión de tirosina cinasa funcionan de forma independiente como impulsores oncogénicos, capaces de activar vías descendentes críticas implicadas en el fenotipo maligno, dando lugar a la transformación de las células in vitro. Algunas de las quinasas más importantes que han sufrido reordenamientos en cánceres humanos son la quinasa del linfoma anaplásico (ALK), la quinasa ROS1 y las tirosina quinasas de receptores neurotróficos (NTRK).
Entrectinib es un inhibidor selectivo de la tirosina cinasa con especificidad, en concentraciones nanomolares bajas, para las tres proteínas Trk (codificadas por los genes NTRK1, 2 y 3, respectivamente), así como para las tirosina cinasas receptoras ROS1 y ALK. El fármaco se administra por vía oral, una vez al día, y se está estudiando en pacientes cuyos tumores han demostrado tener fusiones en NTRK1/2/3, ALK o ROS1. Como inhibidor de ROS1, entrectinib ha demostrado en estudios antiproliferativos celulares tener una potencia 36 veces mayor contra ROS1 en comparación con otro inhibidor de ROS1 comercialmente disponible, crizotinib.
| Objetivo  | TrkA | TrkB | TrkC | ROS1 | ALK |
| --------- | ---- | ---- | ---- | ---- | --- |
| IC50 (nM) | 1.7  | 0.1  | 0.1  | 0.2  | 1.6 |

Entrectinib también ha demostrado eficacia in vitro frente a posibles mutaciones de resistencia a inhibidores de Trk, como NTRK1 F589L, NTRK1 V573M, NTRK1 G667S.

## Desarrollo clínico
El entrectinib se está probando actualmente en un ensayo clínico global de fase II denominado STARTRK-2. Los resultados provisionales de dos ensayos de fase 1 en curso se comunicaron en la Conferencia de la Asociación Americana de Investigación Oncológica (AACR) de 2016, celebrada en abril de 2016: entre los pacientes tratados con entrectinib, cuatro presentaban tumores con fusiones NTRK, entre ellos pacientes con cáncer de pulmón no microcítico (CPNM), CCRm, cáncer de glándulas salivales y astrocitoma.
Los resultados preliminares obtenidos con entrectinib en los estudios de fase I de pacientes con fusiones NTRK/ROS1/ALK han conducido al inicio de un estudio abierto, multicéntrico, global, de fase II para examinar el uso de entrectinib en pacientes con tumores con estas reordenaciones genéticas. El estudio incluirá a cualquier paciente con un tumor sólido que presente indicios de una fusión NTRK/ROS1/ALK, siempre que el paciente cumpla todos los demás criterios de inclusión. Algunos ejemplos de este tipo de tumores son el CPNM, el NSCLC, mCRC, cáncer de glándulas salivales, sarcoma, melanoma, cáncer de tiroides, glioblastoma, astrocitoma, colangiocarcinoma, linfoma y otros.

## Sociedad y cultura

### Estatus legal
Fue aprobado para uso médico en los Estados Unidos en agosto de 2019, y en Australia en mayo de 2020.

### Economía
Las investigaciones de entrectinib fueron realizadas por Ignyta Pharmaceuticals. El 21 de diciembre de 2017, Roche anunció planes para comprar Ignyta por 1700 millones de dólares.

### Nombres
Entrectinib es la denominación común internacional (DCI).